# James Lee Anderson
James „Jim“ Lee Anderson (* 24. Juli 1948 in Sheridan, Wyoming) ist ein US-amerikanischer Politiker der Republikanischen Partei, der seit 2013 Mitglied im Senat von Wyoming ist.

## Leben
James „Jim“ Lee Anderson besuchte bis 1966 die Kaycee High School und leistete zwischen 1969 und 1970 Militärdienst in der US Army während des Vietnamkrieges. Nach seiner Rückkehr war er von 1970 bis 2010 Direktor der Wyoming Machinery Company. Ein Studium der Betriebswirtschaftslehre am Casper College schloss er 1974 als Associate of Science (A.S.) ab. Er engagierte sich unter anderem im Rotary Club von Casper und war während zur US-Präsidentschaftswahl 2012 einer der Manager des Wahlkampfes von Mitt Romney in Wyoming.
Anderson wurde am 7. Januar 2013 für die Republikanische Partei als Nachfolger von Kit Jennings Mitglied im Senat von Wyoming und vertritt dort seither den „District 28 Natrona County“. Während seiner Senatszugehörigkeit war er Mitglied verschiedener Senatsausschüsse sowie Gemeinsamer Ausschüsse der Wyoming Legislature, der Legislative des Bundesstaates Wyoming. Er fungierte unter anderem von 2018 bis 2019 als Vorsitzender des Senatsausschusses für Transport, Autobahnen und Militärangelegenheiten sowie zwischen 2019 und 2023 als Vorsitzender des Senatsausschusses für Mineralien, Wirtschaft und wirtschaftliche Entwicklung und ist seit 2025 wieder Vorsitzender dieses Ausschusses.
Aus seiner Ehe mit Susan Anderson gingen zwei Kinder hervor.